# Rubus geoides
Rubus geoides denominado comúnmente miñimiñi, frutilla, frutilla de Magallanes o miñemiñe una planta de América del Sur de la familia de las rosáceas. Se la encuentra en la parte extrema sur del continente, en las provincias de Tierra del Fuego, Santa Cruz, Río Negro, y Neuquén en Argentina, y en la región adyacente de Magallanes y Antártica chilena y las Islas Malvinas.

## Descripción
Rubus geoides es una pequeña hierba perenne que raramente alcanza más de 10 cm de alto. Tiene hojas trifoliadas
. El fruto es una polidrupa como la frambuesa común, fructifica en verano y tiende a colonizar las zonas con poca vegetación